# Polygonum karacae
Polygonum karacae är en slideväxtart som beskrevs av Zielinski & Botratynski. Polygonum karacae ingår i släktet trampörter, och familjen slideväxter. Inga underarter finns listade i Catalogue of Life.